# Юнион (округ, Южная Каролина)
Округ Юнион (англ. Union County) располагается в США, штате Южная Каролина. По состоянию на 2010 год, численность населения составляла 28 961 человек. 

## История
Округ Юнион был официально основан в 1798 году.
В 1965 году в столице округа Юнион открыл свои двери студентам Университет Южной Каролины Юнион (филиал Южно-Каролинского университета).

## География
По данным Бюро переписи США, общая площадь округа равняется 1336 км², из которых 1331 км² приходится на сушу и 5 км² или 0,35% занимает водная поверхность.

## Климат
Согласно данным представленным Национальной метеорологической службой США, по классификации климатов Кёппена, в округе Юнион преимущественно влажный субтропический климат, который сокращённо обозначается на климатических картах аббревиатурой «Cfa». 
Самая высокая температура, зарегистрированная в столице округа, находящейся рядом с его географическим центром, составила 43,3 °C (110 °F) 4 сентября 1925 года и 1 июля 2012 года, а самая низкая достигла отметки —23,9 °C (−11 °F) 14 февраля 1899 года.

## Население
По данным переписи населения 2010 года в округе проживает 28 961 жителей в составе 14 153 домашних хозяйств и 8 497 семей. Плотность населения составляет 22,00 человека на км2. На территории округа насчитывается 13 351 жилых строений, при плотности застройки около 10-ти строений на км2. Расовый состав населения: белые — 66,60 %, афроамериканцы — 31,30 %, коренные американцы (индейцы) — 0,15 %, азиаты — 0,30 %, гавайцы — 0,00 %, представители других рас — 0,16 %, представители двух или более рас — 0,61 %. Испаноязычные составляли 0,00 % населения независимо от расы.
В составе 29,40 % из общего числа домашних хозяйств проживают дети в возрасте до 18 лет, 48,80 % домашних хозяйств представляют собой супружеские пары проживающие вместе, 16,80 % домашних хозяйств представляют собой одиноких женщин без супруга, 29,70 % домашних хозяйств не имеют отношения к семьям, 26,80 % домашних хозяйств состоят из одного человека, 11,90 % домашних хозяйств состоят из престарелых (65 лет и старше), проживающих в одиночестве. Средний размер домашнего хозяйства составляет 2,44 человека, и средний размер семьи 2,93 человека.
Возрастной состав округа: 23,80 % моложе 18 лет, 8,20 % от 18 до 24, 27,90 % от 25 до 44, 24,40 % от 45 до 64 и 24,40 % от 65 и старше. Средний возраст жителя округа 39 лет. На каждые 100 женщин приходится 89,00 мужчин. На каждые 100 женщин старше 18 лет приходится 85,30 мужчин.
Средний доход на домохозяйство в округе составлял 31 441 USD, на семью — 37 661 USD. Среднестатистический заработок мужчины был 29 371 USD против 20 701 USD для женщины. Доход на душу населения составлял 15 877 USD. Около 11,10 % семей и 14,30 % общего населения находились ниже черты бедности, в том числе — 18,70 % молодежи (тех, кому ещё не исполнилось 18 лет) и 15,90 % тех, кому было уже больше 65 лет.